# Somers (New York)
Somers è un comune degli Stati Uniti d'America, situato nello stato di New York, nella contea di Westchester.